# Liste der Baudenkmäler in Weiden in der Oberpfalz

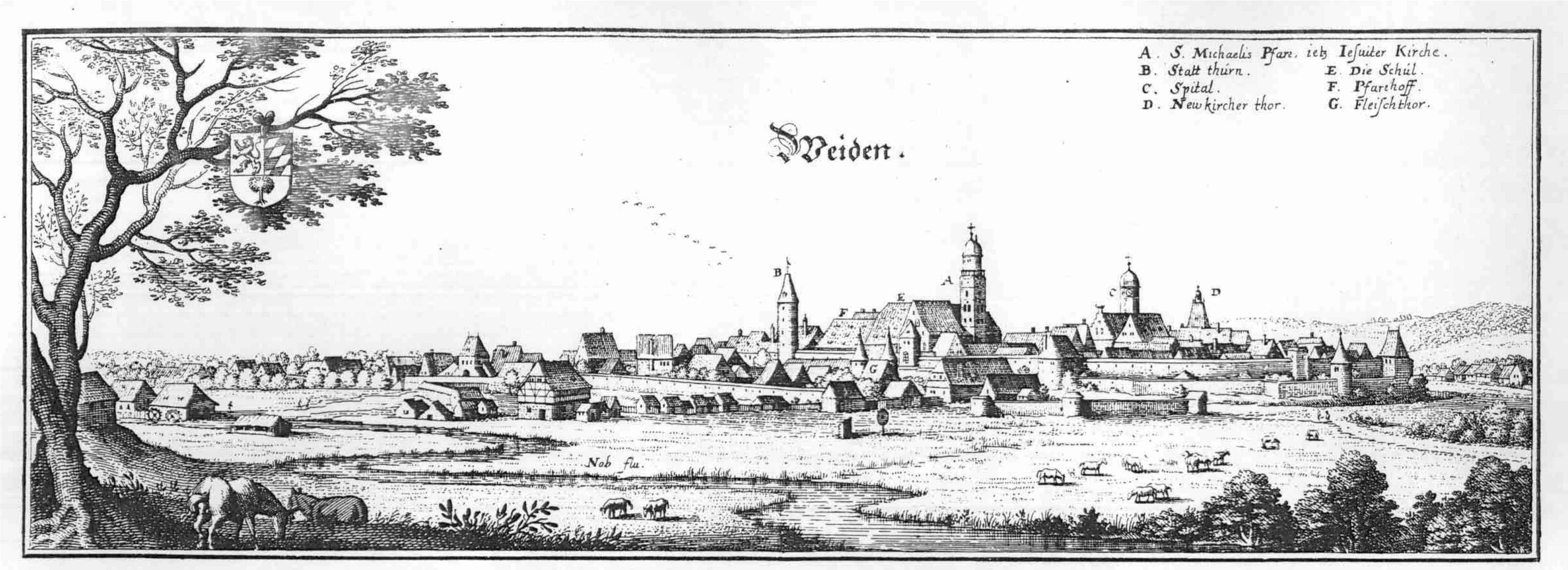
Alte Ansicht von Weiden (Merian)

Auf dieser Seite sind die Baudenkmäler in der Oberpfälzer kreisfreien Stadt Weiden in der Oberpfalz zusammengestellt. Diese Tabelle ist eine Teilliste der Liste der Baudenkmäler in Bayern. Grundlage ist die Bayerische Denkmalliste, die auf Basis des Bayerischen Denkmalschutzgesetzes vom 1. Oktober 1973 erstmals erstellt wurde und seither durch das Bayerische Landesamt für Denkmalpflege geführt wird. Die folgenden Angaben ersetzen nicht die rechtsverbindliche Auskunft der Denkmalschutzbehörde.

## Ensembles

### Ensemble Kettelerstraße

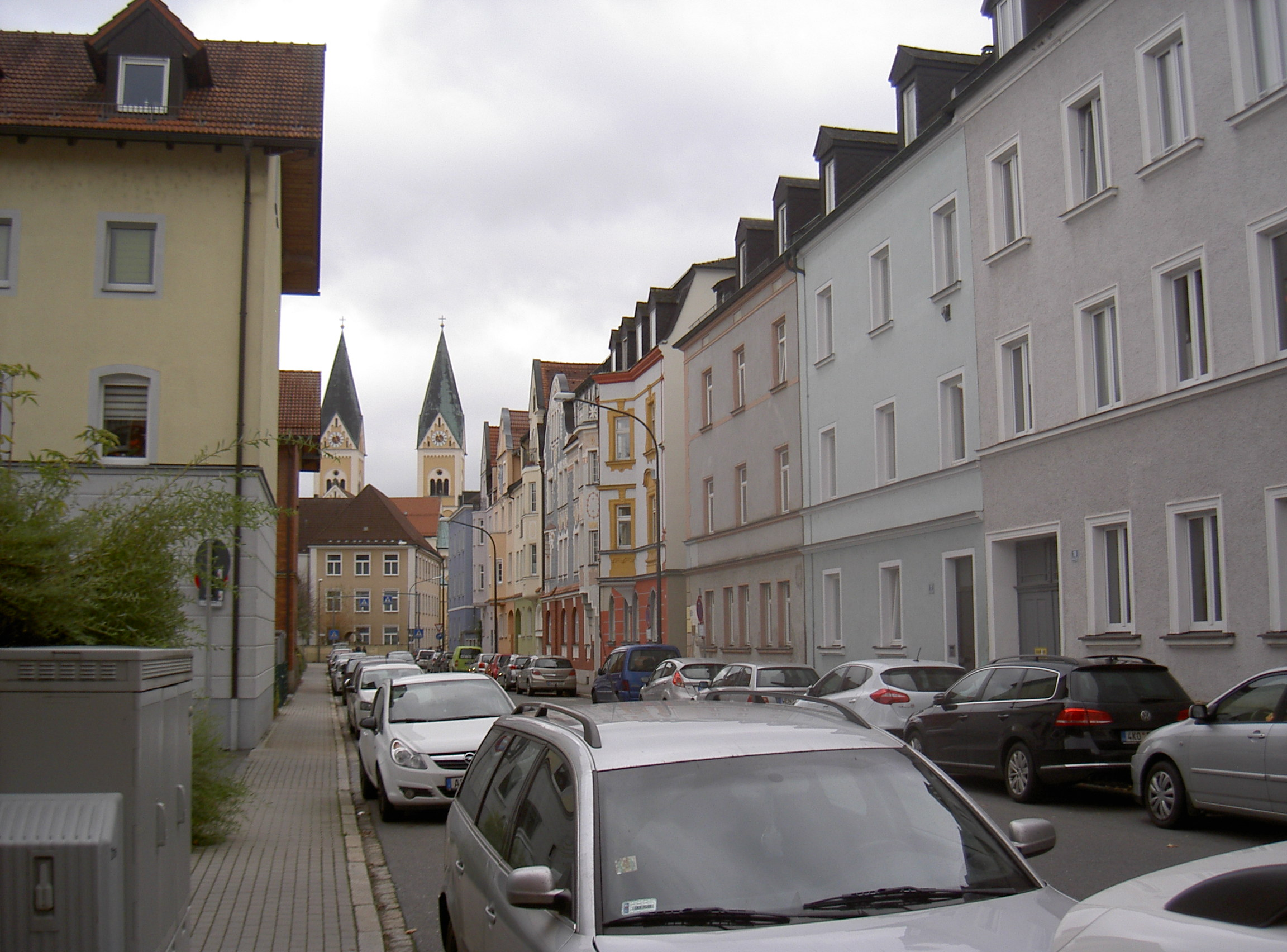
Kettelerstraße mit Blick auf die Josefskirche

Die westliche Seite der Kettelerstraße weist eine Folge von Mietshausfassaden aus dem ersten Jahrzehnt des 20. Jahrhunderts auf. Neben Jugendstilformen sind, wenn auch wenig ausgeprägt, Stilelemente der Renaissance, des Barock und des Klassizismus vertreten. Die Häuserreihe ist charakteristisch für die Art der Bebauung des Quartiers um die neuromanische Josefskirche (Bürgermeister-Prechtl-Straße 13), die mit ihren Türmen in das Ensemble hineinwirkt.
Aktennummer: E-3-63-000-1

### Ensemble Schlörplatz
Nach Aufhebung der Bastionen 1708 dehnte sich die im Mittelalter angelegte Lederervorstadt auf den freigewordenen Flächen aus und wuchs so wieder enger mit dem Stadtkern zusammen. Vor dem Unteren Tor entstand ein unregelmäßiger, offener Platz, in den mehrere Straßen münden. Die Bebauung stammt aus dem 18. und 19. Jahrhundert. Im westlichen Platzwinkel hat man auf einem begrünten Rondell dem Namensstifter Gustav von Schlör 1885 ein Denkmal errichtet.
Aktennummer: E-3-63-000-2

### Ensemble Altstadt Weiden in der Oberpfalz
Das Ensemble umfasst die Altstadt innerhalb der ursprünglichen mittelalterlichen Stadtbefestigung; die Umgrenzung orientiert sich am Verlauf der Zwingermauer bzw. im Südwesten, Süden und Südosten am Verlauf des Stadtgrabens. Die innere Stadt- und die Zwingermauer sind heute nur noch in Resten vorhanden oder teilweise in die neuere Bebauung integriert, anhand der Baulinien in ihrem Verlauf aber weitestgehend nachzuvollziehen. Der Stadtgraben, der einst die gesamte Altstadt umschloss und im Süden den Stadtmühlbach, eine künstliche Abzweigung der Waldnaab, einschließt, ist im Südwesten und Süden gut erkennbar geblieben. Im Südosten lässt sich sein Verlauf an den rückwärtigen unbebauten Parzellenflächen der Gebäude „Hinterm Wall“ ablesen.

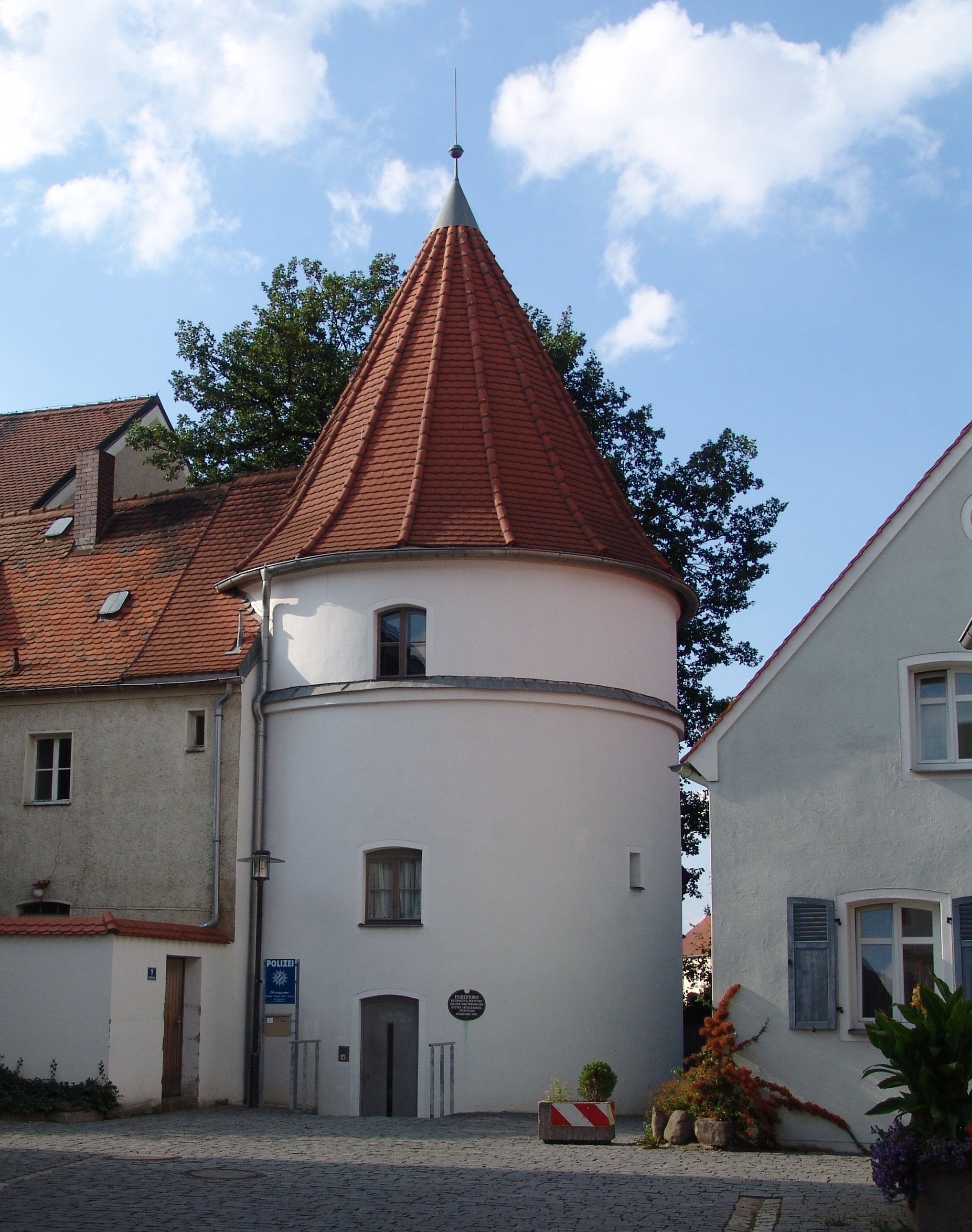
Der Flurerturm

Die Siedlung entwickelte sich auf einer flachen Terrasse über der Talaue der Waldnaab, südlich begrenzt durch die Terrassenkante, an der der Stadtmühlbach entlanggeführt wurde. Die erste Erwähnung Weidens fällt in das Jahr 1241; als „statt“ wurde Weiden 1283 und 1320 bezeichnet, wobei wohl von einer königlichen Gründung auszugehen ist.
Zwischen 1300 und 1360 galt Weiden als freie Reichsstadt, danach war sie wechselnden Landesherren unterstellt. Der Lage an der von Frankfurt nach Prag führenden Handelsstraße (Goldene Straße) verdankt Weiden seine erste große Blütezeit seit der zweiten Hälfte des 14. Jahrhunderts, der erst der Dreißigjährige Krieg ein jähes Ende setzte. Die im späten 13. Jahrhundert bis wohl Mitte des 14. Jahrhunderts planmäßig angelegte Stadt besaß die einem Rechteck angenäherte Form eines Ovals. Den Stadtgrundriss teilt als Mittelachse der breite, leicht bogenförmig von Südwesten nach Nordosten verlaufende Straßenmarkt. Rechtwinklig zweigen neun Seitengassen ab, welche zur Stadtmauer bzw. zum Ringweg innerhalb des Mauerverlaufs führen. Abweichungen von dieser klaren Grundrissstruktur zeigen sich einzig im westlichen Stadtbereich: Die unregelmäßige, kleinteilige Bebauung um die Pfarrkirche lässt hier einen älteren Siedlungskern vermuten, der quer zu der heute noch erkennbaren Ovalform der Anlage des 13. Jahrhunderts angeordnet war und auch den Bereich der heutigen Pfannenstielgasse einbezog.
Mit der wahrscheinlich 1347 begonnenen, bis Anfang des 16. Jahrhunderts ausgebauten Stadtbefestigung entstanden an den Enden des Straßenmarktes zwei Tortürme. Von diesen ist nur das Untere Tor (Unterer Markt 36) original erhalten; das südliche Gegenstück wurde 1911 zur Straßenerweiterung abgetragen und nur vereinfacht wiederaufgebaut. Ein drittes Tor lag am Nordende der Türlgasse (abgebrochen 1862), ein vierter Stadtausgang wird in der Oberen Bachgasse anstelle eines späteren Viereckturms (1630) vermutet. Somit waren nicht nur die beiden Enden der Hauptachse, sondern wohl auch die der mittleren Querachse durch Torbauten gesichert. Der hohen Hauptmauer mit Laufgang wurde wohl in der ersten Hälfte des 15. Jahrhunderts eine niedrige Zwingermauer vorgelegt, der zusätzlich Batterie- und Schalentürme angegliedert waren. Um die Zwingermauer wurde ein Graben gezogen und der Aushub zu einem Wall aufgehäuft. Um die Wende zum 16. Jahrhundert erfolgte der weitere Ausbau der Stadtbefestigung mit der Anlage eines Futtergrabens im Westen.

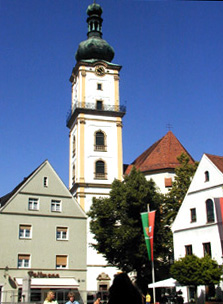
Pfarrkirche St. Michael

Die zwischen 1448 und 1469 entstandene Pfarrkirche St. Michael – der einzige Sakralbau innerhalb der mittelalterlichen Mauern – prägte einst mit Südflanke und Chor den nordwestlichen Teil des Oberen Marktplatzes. Der ursprünglich der Kirche südlich vorgelagerte Friedhof wurde jedoch nach 1534 mit einer traufseitigen, im 19. Jahrhundert weitgehend überformten Häuserzeile bebaut; seither bestimmen nur noch die oberen Partien der Kirche sowie der 1792 barock erneuerte Turm das Platzbild. Als landesherrlicher Verwaltungssitz diente das ehemalige Veste Haus, welches in der Nähe des Oberen Tores in der ersten Hälfte des 15. Jahrhunderts begonnen und nachfolgend mehrfach umgebaut und verändert wurde.

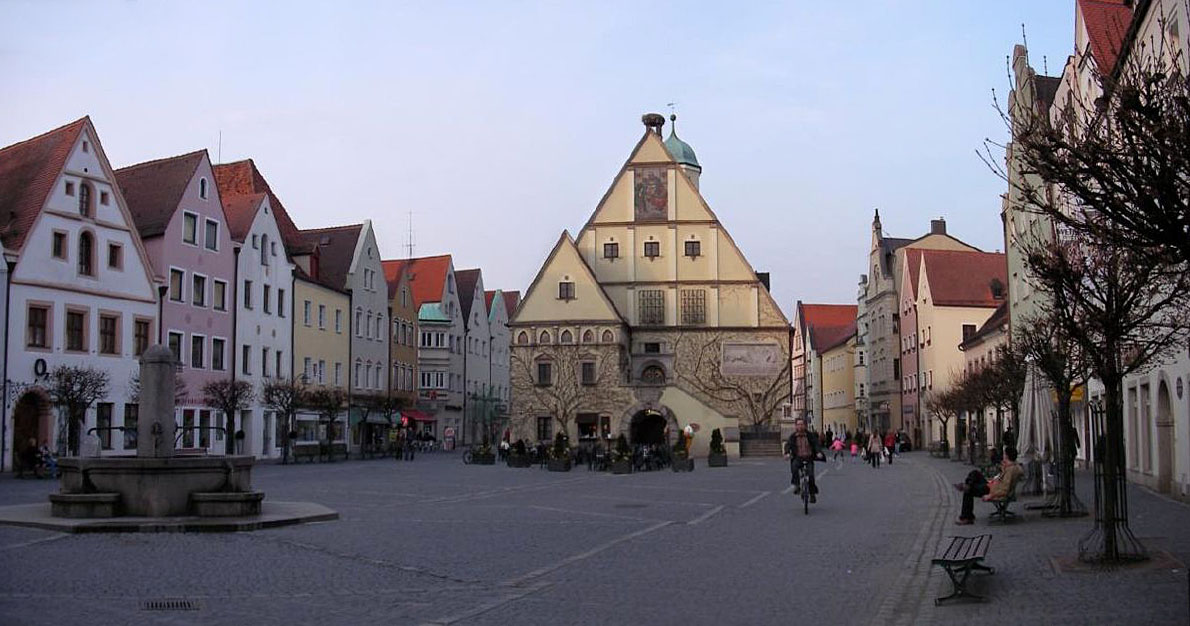
Weiden, Marktplatz mit Rathaus

Der Straßenmarkt wird durch das frei in der Mitte stehende Rathaus in einen westlichen Oberen Markt und einen östlichen Unteren Markt geteilt. Das Rathaus als städtischer Repräsentationsbau wurde als zweigeschossiges Giebelhaus 1539–1545 auf den Mauern des 1536 abgebrannten Vorgängerbaues errichtet. Im Mittelalter diente das Erdgeschoss als Kaufhaus mit überwölbten Läden und der Brotbank. 1912–1915 errichtete man die stattliche Freitreppe vor der südwestlichen Giebelfront.
Neben der Kaufmannschaft beruhte der Wohlstand der Stadt vor allem auf drei verschiedenen Gewerben: den Tuchmachern, die in der Innenstadt ansässig waren, den Hafnern, die vor dem Oberen Tor lebten, und den Gerbern, die vor dem Unteren Tor eine eigene Vorstadt (Lederervorstadt) innehatten. Grundriss und Fronten der heutigen Wohnhäuser lassen Weiden als eine vor allem im 16. Jahrhundert ausgeformte Ackerbürgerstadt erkennen, die hauptsächlich durch die Wiederaufbauphasen nach den verheerenden Stadtbränden von 1536 und 1540 geprägt ist. Dabei wurden nicht selten erhalten gebliebene gotische Keller und Teile der ursprünglichen Umfassungswände wiederverwendet. Die zu dieser Zeit meist zweigeschossigen, zwei bis sechs Achsen breiten Giebelhäuser wurden ab der zweiten Hälfte des 16. Jahrhunderts zumeist um ein weiteres Obergeschoss und reiche Giebel aufgestockt. Letztere zeigen eigenwillige Kombinationen des noch in gotischer Tradition stehenden Stufengiebels mit böhmisch beeinflussten Zierformen der Renaissance. Eine seitlich angebrachte, meist kreuzgratgewölbte Durchfahrt führte in den tiefen, von Stall- und Scheunenbauten umstandenen Hof. Der wirtschaftliche Wohlstand Weidens, der die Wiederaufbau- und Erneuerungsmaßnahmen im Altstadtkern ermöglicht und das Entstehen von Vorstädten begünstigt hatte, endete mit dem Dreißigjährigen Krieg. Als 1634 im Auftrag der schwedischen Besatzung die Untere Vorstadt (heute Schlörplatz) mit 149 Häusern, dem Spital und der Spitalkirche abgetragen werden musste, war dies der Anfang einer Stagnation, die bis in das 19. Jahrhundert andauerte.

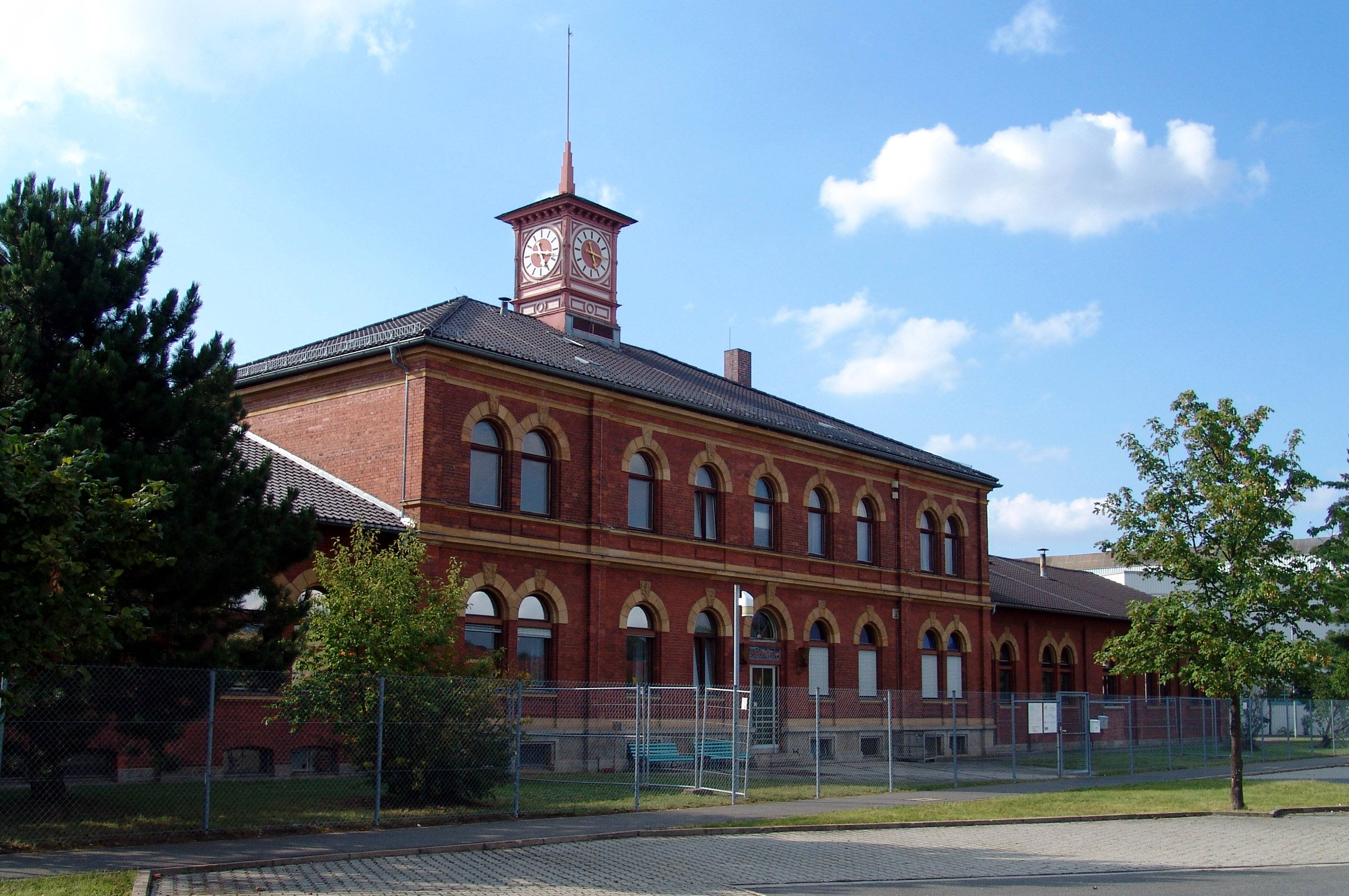
Ausbesserungswerk Weiden

Erst mit der Industrialisierung und dem Bau der Eisenbahn 1863 konnte sich die Stadt vor allem mit der Herstellung von Glas und Porzellan industriell entwickeln. Neuer Wohnraum wurde hauptsächlich im Westen vor der Altstadt geschaffen, wo der Obere Markt außerhalb des Oberen Tores seine Fortsetzung in der Anlage der Wörthstraße fand. Seit dieser Zeit breiten sich nach allen vier Himmelsrichtungen entlang der Hauptverkehrsadern neue Viertel aus, während die Altstadt selbst von größeren Überformungen verschont blieb.
Im Zusammenhang mit Maßnahmen der Altstadtsanierung in den 1960er und 1970er Jahren erfuhr das Altstadtensemble durch Abbrüche und unmaßstäbliche Neubauten Veränderungen. Um 1970/80 wurde im Rahmen der damals favorisierten „Flächensanierung“ das Quartier zwischen Oberer Bachgasse und Hinterem Wall durch Neubauten ersetzt.

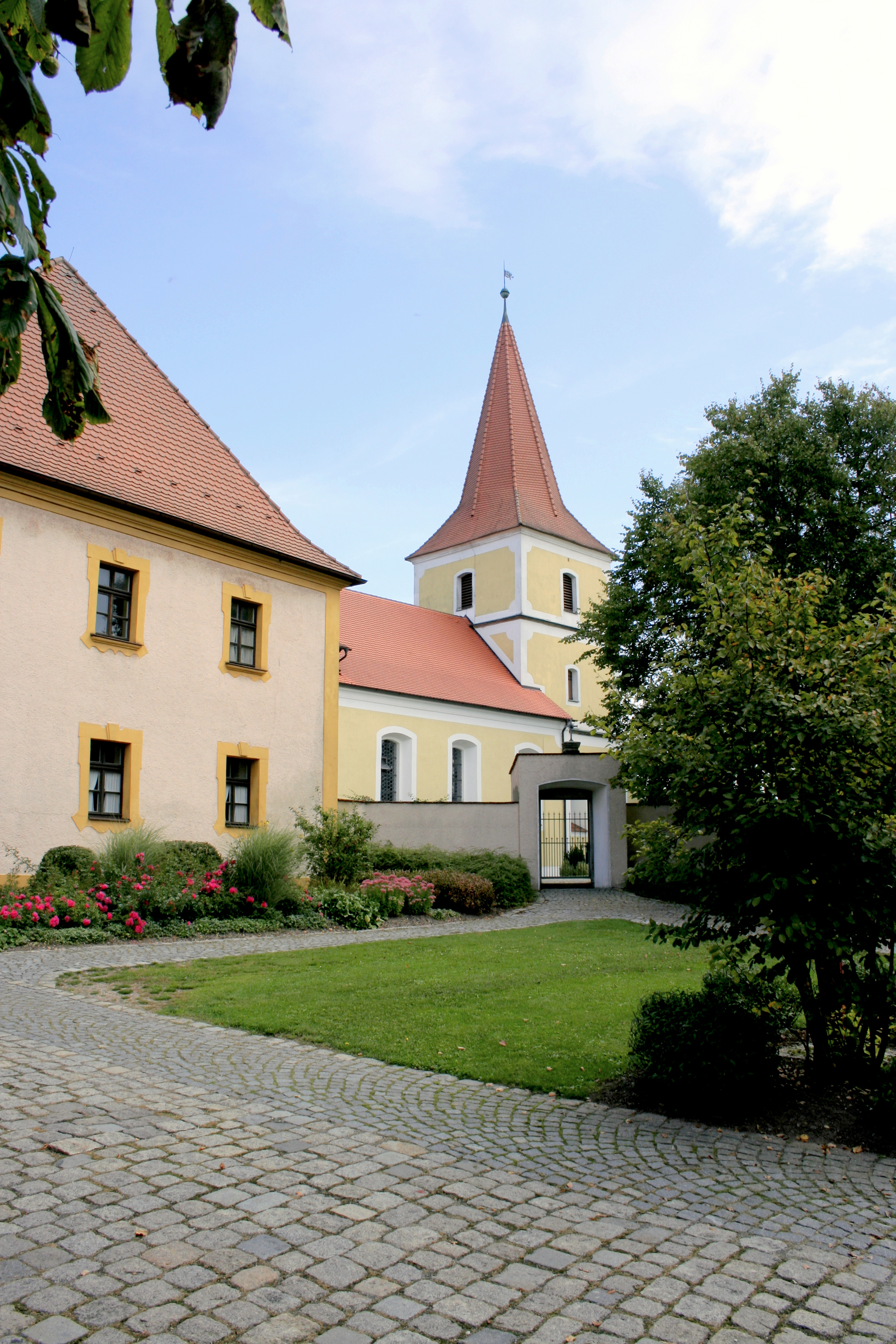
Evangelisch-lutherische Kirche St. Dionysius

Aktennummer: E-3-63-000-4

### Ensemble Ortskern Neunkirchen bei Weiden
Das Ensemble umfasst den Kern des Ortes, der die Mutterpfarrei von Weiden war und durch das kirchliche Patrozinium des fränkischen Heiligen Dionysius auf frühe Gründungszeit verweist. Die beiden Kirchen in Höhenlage westlich der Stadt dokumentieren auf engstem Raum ein wesentliches Stück Oberpfälzischer Konfessionsgeschichte mit dem eigentümlichen Simultaneum. Die mittelalterliche östliche Kirche, die heutige evangelisch-lutherische Pfarrkirche, zeigt Wehrhaftigkeit am mächtigen Chorturm und an der hohen Kirchhofmauer. An der West- und Südseite stehen, ebenfalls in einbergender Funktion, die Pfarrhofsanlagen, das ehemalige evangelische Schulhaus aus dem 18. Jahrhundert und das ehemalige katholische Schulhaus von 1863, alle mit abgewalmten Dächern. Als Gegenpol entstand im Westen 1910–1912 die neubarocke katholische Kirche. Am Südost-Eck bildet ein gusseiserner Wegweiser ein reizvolles Detail.
Aktennummer: E-3-63-000-3

## Stadtbefestigung
| Lage                                                                                   | Objekt                                              | Beschreibung | Akten-Nr.      | Bild |
| -------------------------------------------------------------------------------------- | --------------------------------------------------- | --- | -------------- | --- |
| Hinter der Mauer; Scheibenstraße 9; Hinter der Mauer 9; Hinterm Wall 20 (Standort)     | Stadtbefestigung                                    | Bering im 14. Jahrhundert begonnen, Anfang des 16. Jahrhunderts fertiggestellt Stadtmauer, die Hauptmauer mit Laufgang sowie die vorgelagerte Zwingermauer in geringen Teilen erhalten, letztere wohl in der ersten Hälfte des 15. Jahrhunderts mit zusätzlichen Verteidigungselementen, ehemals mit neun Schalen- und vier Batterietürmen an den Ecken des Berings, errichtet Bruchsteinmauerwerk und Laufgang teilweise rekonstruiert, erhaltene Teilstücke der Stadt- und Zwingermauer im Südwesten zwischen Hinterm Zwinger 6 und 14 und zwischen Hinterm Zwinger 14 und 16 sowie Teilstück der Stadtmauer zwischen Hinterm Zwinger 18 und 20, im Norden zwei Teilstücke der Stadtmauer zwischen Hinter der Mauer 3 und 5 sowie im Bereich Bürgermeister-Prechtl-Straße 18, Hinter der Schanz 11 und Schulgasse 16, im Westen zwei Teilstücke im Bereich Pfarrplatz 3 und 1 Schalenturm der Zwingermauer, 15. Jahrhundert, 1977 in Neubau einbezogen Erhaltener Teil eines Schalenturms der Zwingermauer, 14./15. Jahrhundert Erhaltener Teil eines Schalenturms der Zwingermauer, 14. Jahrhundert Turm, sog. Flurerturm, Rundturm mit Kegeldach, einzig erhaltener Bestandteil der um 1575 vollendeten Vorstadtbefestigung, 1694 erneuert Siehe auch die beiden Haupttore im Osten und Westen des Straßenmarktes Unterer Markt 36 und Hinterm Zwinger 2 | D-3-63-000-1   | weitere Bilder |
| Hinterm Zwinger 2 (Standort)                                                           | Oberes Tor                                          | 1911 in Anlehnung an den mittelalterlichen Vorgängerbau neu errichtet | D-3-63-000-34  | weitere Bilder |
| Unterer Markt 36 (Standort)                                                            | Unteres Tor                                         | Torturm 14. Jahrhundert, Dachaufbau zweite Hälfte des 17. Jahrhunderts; außen vorgeschoben ein Vortor; vgl. auch Ensemble Schlörplatz | D-3-63-000-140 | weitere Bilder |
| Zwischen Hinterm Zwinger 18 und 20 (gerade Nummern) (Standort)                         | Teil der Stadtmauer                                 | 14. Jahrhundert | D-3-63-000-37  | Teil der Stadtmauer |
| Bürgermeister-Prechtl-Straße 18 (auf dem rückwärtigen Teil des Grundstücks) (Standort) | Rest der Stadtmauer                                 | Zugehöriger Rest der Stadtmauer, 14. Jahrhundert, mit Laufgang, teilweise erneuert | D-3-63-000-1   | [[Vorlage:Bilderwunsch/code!/C:49.6766833,12.1621532!/D:Bürgermeister-Prechtl-Straße 18 (auf dem rückwärtigen Teil des Grundstücks), Rest der Stadtmauer!/\|BW]] |
| Hinter der Mauer (Standort)                                                            | Rest der Stadtmauer                                 | 14. Jahrhundert, und teilweise erhaltener Schalenturm der Zwingermauer, 15. Jahrhundert | D-3-63-000-1   | BW |
| Hinter der Mauer 9 (Standort)                                                          | Zugehöriger Schalenturm-Rest                        | 14./15. Jahrhundert | D-3-63-000-1   | BW |
| Hinter der Schanz 11 (Standort)                                                        | Rest der Stadtmauer                                 | 14. Jahrhundert, mit Laufgang, teilweise erneuert | D-3-63-000-1   | BW |
| Hinterm Wall 24 (Standort)                                                             | Schalenturm der Zwingermauer                        | 15. Jahrhundert, 1977 in Hotelneubau einbezogen | D-3-63-000-1   | BW |
| Scheibenstraße 9 (Standort)                                                            | Sogenannter Flurerturm                              | Rundturm mit Kegeldach, Rest der um 1575 erbauten Vorstadtmauer, 1694 erneuert. | D-3-63-000-1   | weitere Bilder |
| Schulgasse (Standort)                                                                  | Rest der Stadtmauer                                 | 14. Jahrhundert, mit Laufgang; weitgehend Rekonstruktion | D-3-63-000-1   | BW |
| Zwischen Hinterm Zwinger 6 und 14 (gerade Nummern) (Standort)                          | Teil der Stadtmauer                                 | 14. Jahrhundert, mit Zwingermauer, 15. Jahrhundert | D-3-63-000-1   | BW |
| Zwischen Hinterm Zwinger 14 und 16 (gerade Nummern) (Standort)                         | Teil der Stadtmauer                                 | 14. Jahrhundert, mit Zwingermauer, 15. Jahrhundert | D-3-63-000-1   | BW |
| Pfarrplatz 1 (rückwärtig) ()                                                           | Rest der Stadtmauer                                 | 14. Jahrhundert | D-3-63-000-1   | |
| Pfarrplatz 3 ()                                                                        | Reste der Stadtmauer und des sogenannten Faulturmes | 13./14. Jahrhundert | D-3-63-000-1   | |

## Baudenkmäler nach Stadtteilen

### Weiden

#### Marktplatz
| Lage                                                                      | Objekt                                                                             | Beschreibung | Akten-Nr.      | Bild                                                                               |
| ------------------------------------------------------------------------- | ---------------------------------------------------------------------------------- | --- | -------------- | ---------------------------------------------------------------------------------- |
| Oberer Markt 1 (Standort)                                                 | Altes Rathaus                                                                      | Repräsentativer, freistehender, zweigeschossiger und weitgehend verputzter Massivbau mit Satteldach und gegliederten Giebeln, am Ostgiebel ausspringender achteckiger Turm mit Glockendach über rechteckigem Unterbau, daneben ehemaliger Pranger mit Halseisen, von Hans Nopl, 1539–1545 unter Verwendung gotischer Teile erbaut, historisierender Umbau mit westlichem Erweiterungsbau mit Satteldach, Wappenfries und Freitreppe, von Johann Wallenreuther, 1912–1915, Gedenktafel mit Relief einer Pflügenden, 1921, Mosaik am westlichen Giebel, 1937 | D-3-63-000-65  | weitere Bilder                                                                     |
| Oberer Markt 3 (Standort)                                                 | Ehemaliges Ackerbürgeranwesen                                                      | Ehemaliges Handwerkerhaus, zweigeschossiger, traufseitiger und verputzter Massivbau mit Satteldach und teils mit gekehlten Granitgewänden, über gotischer Kelleranlage, wiederaufgebaut nach 1536, barocke Dachkonstruktion Zweigeschossiges Rückgebäude mit gewölbtem ehemaligen Stall und Bergeraum | D-3-63-000-187 | Ehemaliges Ackerbürgeranwesen                                                      |
| Oberer Markt 4 (Standort)                                                 | Wohn- und Geschäftshaus                                                            | Dreigeschossiger, verputzter Massivbau mit Walmdach und mit Aufzuggaube, im Kern 16./frühes 17. Jahrhundert, später umgebaut | D-3-63-000-66  | Wohn- und Geschäftshaus                                                            |
| Oberer Markt 6 (Standort)                                                 | Wohn- und Geschäftshaus                                                            | Dreigeschossiger, giebelständiger und verputzter Massivbau mit Satteldach, Giebeltor und gekehlten Gewänden, im Kern 16./17. Jahrhundert | D-3-63-000-67  | Wohn- und Geschäftshaus                                                            |
| Oberer Markt 9 (Standort)                                                 | Bauteile des ehemaligen Gasthofs Post bzw. von Vorgängerbauten                     | Gewölbte Raumzonen im Erdgeschoss des Vorderhauses und im rückwärtigen westlichen Seitenflügel, 16.–18. Jahrhundert Rückgebäude, verputzter Massivbau mit Krüppelwalmdach, über zweischiffiger Gewölbehalle sogenannter Tanzsaal, 18. Jahrhundert | D-3-63-000-186 | Bauteile des ehemaligen Gasthofs Post bzw. von Vorgängerbauten                     |
| Oberer Markt 10 (Standort)                                                | Ehemaliges Bürgerhaus                                                              | Zweigeschossiger, giebelständiger und verputzter Massivbau mit Satteldach, gegliedertem Giebel und rustiziertem Torbogen, 1536 | D-3-63-000-68  | Ehemaliges Bürgerhaus                                                              |
| Oberer Markt 15 (Standort)                                                | Ehemaliges Handwerkerhaus                                                          | Zweigeschossiger, verputzter Massivbau mit rekonstruiertem Satteldach und gewölbten Kellern, im Kern mittelalterlich, um 1540 wiederaufgebaut, Umbauten 1795 und 1898 | D-3-63-000-194 | weitere Bilder                                                                     |
| Oberer Markt 17 (Standort)                                                | Wohn- und Geschäftshaus                                                            | Dreigeschossiger, giebelständiger und verputzter Massivbau mit Satteldach und gestuftem, gegliedertem Vorschussgiebel mit bogenförmigen Abschlüssen, Frührenaissance, um 1540 | D-3-63-000-70  | weitere Bilder                                                                     |
| Oberer Markt 19 (Standort)                                                | Wohn- und Geschäftshaus                                                            | Dreigeschossiger, giebelständiger und verputzter Massivbau mit Satteldach und gestuftem, gegliedertem Vorschussgiebel mit abgeschrägten Abschlüssen, vor 1540 | D-3-63-000-71  | weitere Bilder                                                                     |
| Oberer Markt 23 (Standort)                                                | Gefaste Fensterrahmungen im ersten Obergeschoss                                    | Wohl 16. Jahrhundert | D-3-63-000-73  | weitere Bilder                                                                     |
| Unterer Markt (vor dem Rathaus) (Standort)                                | Geschützkugeln, sogenannte Hussitenkugeln, zehn von ehemals sechzehn Dolomitkugeln | 1428 Gedenkstein für den Verlauf des ehemaligen Stadtbaches, kugelbekrönter Steinpfeiler der ehemaligen Einfassung | D-3-63-000-143 | Geschützkugeln, sogenannte Hussitenkugeln, zehn von ehemals sechzehn Dolomitkugeln |
| Unterer Markt 4 (Standort)                                                | Ehemaliges Bürgerhaus                                                              | Dreigeschossiger, giebelständiger und verputzter Massivbau mit Satteldach, zweigeschossigem Erker und gestuftem, gegliedertem Vorschlussgiebel mit bogenförmigen Abschlüssen, in den Formen der Renaissance, um 1930 | D-3-63-000-115 | weitere Bilder                                                                     |
| Unterer Markt 6 (Standort)                                                | Ehemaliger Gasthof                                                                 | Dreigeschossiger, traufständiger und verputzter Massivbau mit Satteldach, Sohlbankgesims, Rundbogentor und zweiflügeliger Rokoko-Tür, Ende 18. Jahrhundert | D-3-63-000-116 | weitere Bilder                                                                     |
| Unterer Markt 7 (Standort)                                                | Ehemaliges Bürgerhaus                                                              | Dreigeschossiger, giebelständiger und verputzter Massivbau mit Satteldach und geohrten Faschen, teils aus Granit, spätbarock, der granitene Torbogen bezeichnet 1780 und 1967 | D-3-63-000-117 | weitere Bilder                                                                     |
| Unterer Markt 9 (Standort)                                                | Ehemaliges Bürgerhaus                                                              | Dreigeschossiger, giebelständiger und verputzter Massivbau mit Satteldach, Giebeltor und gekehlten, gefasten Gewänden, im Kern 16. Jahrhundert, barocker Torbogen aus Granit mit Wappen der Vierling | D-3-63-000-118 | weitere Bilder                                                                     |
| Unterer Markt 10 (Standort)                                               | Gasthof Ratskeller                                                                 | Dreigeschossiger, giebelständiger und verputzter Massivbau mit Satteldach und Giebeltor, im Kern 16. Jahrhundert, Fassade mit einfacher Gliederung 19. Jahrhundert | D-3-63-000-119 | weitere Bilder                                                                     |
| Unterer Markt 10 a, Hutergasse 2 (Standort)                               | Ehemaliges Bürgerhaus                                                              | Zweigeschossiger, verputzter Massivbau in Ecklage, mit Satteldach, Giebeltoren und teils mit gekehlten und gefasten Gewänden, 16./frühes 17. Jahrhundert | D-3-63-000-120 | weitere Bilder                                                                     |
| Unterer Markt 12 (Standort)                                               | Ehemaliges Bürgerhaus                                                              | Dreigeschossiger, verputzter Massivbau in Ecklage, mit Satteldach, gegliedertem Giebel mit Giebeltoren und gefasten Gewänden, ehemals zwei eigenständige, unter einem Giebel zusammengefasste Bauten, die nordöstliche Giebelseite mit spätbarockem Granitportal, an der Traufseite spitzbogige, gotische Eisentür, aus dem Gebäudeinneren hierher versetzt, im Kern 16./frühes 17. Jahrhundert, stark eingreifender Umbau zum Kaufhaus | D-3-63-000-40  | weitere Bilder                                                                     |
| Unterer Markt 16 (Standort)                                               | Ehemaliges Bürgerhaus                                                              | Dreigeschossiger, giebelständiger und verputzter Massivbau mit Satteldach, gefasten Fenstergewänden und einfach gegliedertem Giebel mit ehemaligem Giebeltor, 16./frühes 17. Jahrhundert | D-3-63-000-122 | weitere Bilder                                                                     |
| Unterer Markt 17 (Standort)                                               | Ehemaliges Bürgerhaus                                                              | Zweigeschossiger, giebelständiger und verputzter Massivbau mit Satteldach, gefasten Gewänden und Giebeltor, im Kern 16. Jahrhundert | D-3-63-000-123 | weitere Bilder                                                                     |
| Unterer Markt 18 (Standort)                                               | Ehemaliges Bürgerhaus                                                              | Dreigeschossiger, giebelständiger und verputzter Massivbau mit Satteldach und gestuftem, gegliedertem Vorschussgiebel mit bogenförmigen Abschlüssen, 16. Jahrhundert | D-3-63-000-124 | weitere Bilder                                                                     |
| Unterer Markt 19 (Standort)                                               | Ehemaliges Bürgerhaus                                                              | Zweigeschossiger, giebelständiger und verputzter Massivbau mit Satteldach, einfacher Fassadengliederung und barockem Torbogen, wohl 17. Jahrhundert | D-3-63-000-125 | weitere Bilder                                                                     |
| Unterer Markt 21 (Standort)                                               | Ehemaliges Bürgerhaus                                                              | Zweigeschossiger, giebelständiger und verputzter Massivbau mit Satteldach, gefasten Gewänden und gestuftem Vorschussgiebel mit bogenförmigen Abschlüssen, 16. Jahrhundert, Portal mit Pilastern und Gebälk, bezeichnet 1797 | D-3-63-000-126 | weitere Bilder                                                                     |
| Unterer Markt 22, 24 (Standort)                                           | Ehemaliges Bürgerhaus, Doppelhaus                                                  | Zwei- und dreigeschossiger, giebelständiger und verputzter Massivbau mit Frackdach, die östliche Hälfte mit Giebeltoren und teils mit geohrten, gefasten Gewänden, im Kern 16./17. Jahrhundert | D-3-63-000-127 | weitere Bilder                                                                     |
| Unterer Markt 23 (Standort)                                               | Ehemaliges Bürgerspital                                                            | Zweigeschossiger, giebelständiger und verputzter Massivbau mit Satteldach und breiter Tordurchfahrt mit Kreuzgratgewölbe, 16. Jahrhundert, Veränderung des Erdgeschosses und Zufügung des gestuften Vorschussgiebels mit aufgesetzten Voluten durch Johann Wallenreuter, 1914 | D-3-63-000-128 | weitere Bilder                                                                     |
| Unterer Markt 25 (Standort)                                               | Ehemaliges Bürgerhaus                                                              | Dreigeschossiger, giebelständiger und verputzter Massivbau mit Satteldach und gestuftem, gegliedertem Vorschussgiebel mit bogenförmigen Abschlüssen, um 1540 | D-3-63-000-130 | weitere Bilder                                                                     |
| Unterer Markt 26 (Standort)                                               | Ehemaliges Bürgerhaus                                                              | Zweigeschossiger, giebelständiger und verputzter Massivbau mit Satteldach, im Kern 17. Jahrhundert | D-3-63-000-131 | weitere Bilder                                                                     |
| Unterer Markt 27 (Standort)                                               | Ehemaliges Bürgerhaus                                                              | Dreigeschossiger, giebelständiger und verputzter Massivbau mit Satteldach, einfacher Fassadengliederung und gestuftem, gegliedertem Vorschussgiebel mit bogenförmigen Abschlüssen, um 1540, im 19. Jahrhundert verändert | D-3-63-000-132 | weitere Bilder                                                                     |
| Unterer Markt 28 (Standort)                                               | Wohn- und Geschäftshaus                                                            | Zweigeschossiger, giebelständiger und verputzter Massivbau mit Satteldach, gefasten Gewänden, Giebeltor und LadebalkenÖffnung, bezeichnet 1536 | D-3-63-000-133 | weitere Bilder                                                                     |
| Unterer Markt 29 (Standort)                                               | Ehemaliges Bürgerhaus                                                              | Dreigeschossiger, giebelständiger und verputzter Massivbau mit Satteldach, einfacher Fassadengliederung und gegliedertem, gestuftem Vorschussgiebel mit bogenförmigen Abschlüssen, 1536 | D-3-63-000-134 | Ehemaliges Bürgerhaus                                                              |
| Unterer Markt 30 (Standort)                                               | Ehemaliges Ackerbürgeranwesen                                                      | Um 1536/1537 erbaut Vorderhaus, zweigeschossiger, giebelständiger und verputzter Massivbau mit Satteldach, gefasten Gewänden, zwei ehemalige Giebeltoren und Granitportal, über zum Teil noch mittelalterlicher gewölbter Kelleranlage und Resten zweier ehemals selbständiger Gebäude erbaut, mit Einwölbungen des 17./18. Jahrhundert, gestufter Vorschussgiebel 1995 rekonstruiert Innenhof mit Altanenverbindung zum Rückgebäude | D-3-63-000-193 | weitere Bilder                                                                     |
| Hinterm Wall, östlich Unterer Markt 32, zwischen Nr. 32 und 34 (Standort) | Schwibbogen                                                                        | bezeichnet 1660 | D-3-63-000-138 | Schwibbogen                                                                        |
| Unterer Markt 32 (Standort)                                               | Wohn- und Geschäftshaus                                                            | Dreigeschossiger, verputzter Massivbau mit Volutengiebel sowie geohrten und übergiebelten Portal- und Fensterrahmungen, bezeichnet 1768, der rückwärtige Gebäudeteil 16. Jahrhundert | D-3-63-000-135 | weitere Bilder                                                                     |
| Unterer Markt 33 (Standort)                                               | Ehemaliges Bürgerhaus                                                              | Zweigeschossiger, giebelständiger und verputzter Massivbau mit Satteldach, im Kern 17. Jahrhundert | D-3-63-000-136 | BW                                                                                 |
| Unterer Markt 35 (Standort)                                               | Ehemaliges Ackerbürgerhaus, sogenanntes Bürgermeisterhaus                          | Zweigeschossiger, giebelständiger und verputzter Massivbau mit Satteldach, Rundbogenportal und gefasten Gewänden, im Kern gotisch, Teile des Erdgeschosses 2. Hälfte 15. Jahrhundert, Dachkonstruktion um 1540, Renaissancefassade mit Kastenerker und gegliedertem Giebel Ende 16. Jahrhundert | D-3-63-000-139 | Ehemaliges Ackerbürgerhaus, sogenanntes Bürgermeisterhaus                          |
| Unterer Markt 38 (Standort)                                               | Wohnhaus, sogenanntes Torwärterhaus                                                | Dreigeschossiger Traufseitbau über unregelmäßigem Grundriss, mit Satteldach und vorkragenden, verputzten Fachwerkobergeschossen, im Kern 2. Hälfte 16. Jahrhundert, Westfassade erneuert | D-3-63-000-141 | Wohnhaus, sogenanntes Torwärterhaus                                                |
| Unterer Markt 39 (Standort)                                               | Wohnhaus                                                                           | Dreigeschossiger, verputzter Massivbau in Ecklage, mit Satteldach und gestuftem Vorschussgiebel, im Kern 16. Jahrhundert Zwei angrenzende Schwibbögen | D-3-63-000-142 | BW                                                                                 |

#### Restliche Altstadt
| Lage                                          | Objekt                                               | Beschreibung | Akten-Nr.      | Bild |
| --------------------------------------------- | ---------------------------------------------------- | --- | -------------- | --- |
| Fleischgasse 1, 5 (Standort)                  | Ehemalige Apotheke                                   | Zweigeschossiger, verputzter Massivbau in Ecklage, mit Halbwalmdach, im Kern 16./17. Jahrhundert Zweigeschossiges Rückgebäude mit einseitig abgewalmtem Satteldach, 18. Jahrhundert Ehemalige Scheune, zweigeschossiger, verputzter Massivbau mit Walmdach und breitem Rundbogentor, wohl 18. Jahrhundert Angrenzender Schwibbogen                                                     | D-3-63-000-14  | weitere Bilder                                                                                                 |
| Fleischgasse 6 (Standort)                     | Wohnhaus                                             | Zweigeschossiger, traufständiger und verputzter Massivbau mit Satteldach, gefasten Fenstergewänden und erneuerter ehemaliger Aufzugsgaube, im Kern 16./17. Jahrhundert | D-3-63-000-17  | Wohnhaus |
| Fleischgasse 10 (Standort)                    | Wohnhaus                                             | Zweigeschossiger, giebelständiger und verputzter Massivbau mit Schleppdach, stichbogigem Tor und Gurtgesims, 16./17. Jahrhundert | D-3-63-000-19  | Wohnhaus |
| Fleischgasse 16 (Standort)                    | Wohnhaus                                             | Zweigeschossiger, giebelständiger und verputzter Massivbau mit Satteldach und gefasten Gewänden, eines bezeichnet mit „1600“, und mit Gesimsen gegliedertem Giebel mit Luken, spätes 16. Jahrhundert | D-3-63-000-20  | Wohnhaus |
| Hinter der Mauer 2 (Standort)                 | Wohnhaus                                             | Zweigeschossiger, traufständiger und verputzter Massivbau mit Satteldach, geohrtem Stichbogenportal, das Obergeschoss mit Stichbogenfenstern, um 1800 | D-3-63-000-24  | BW |
| Hinter der Schanz 6 (Standort)                | Wohnhaus                                             | Zweigeschossiger, verputzter Massivbau in Ecklage, über unregelmäßigem Grundriss, mit Satteldach, Giebeltor und gefastem Fenstergewände, bezeichnet mit „1553“ | D-3-63-000-28  | BW |
| Hinterm Wall, bei Haus Nummer 12 (Standort)   | Schwibbogen                                          | | D-3-63-000-30  | Schwibbogen |
| Hinterm Zwinger 1 (Standort)                  | Wohn- und Geschäftshaus                              | Zweigeschossiger, verputzter Massivbau in Ecklage, mit Satteldach, und profilierten, gefasten Gewänden, 16./17. Jahrhundert Angrenzendes Wirtschaftsgebäude, giebelständiger Massivbau mit Frackdach, um 1730 Angrenzender Schwibbogen | D-3-63-000-33  | Wohn- und Geschäftshaus                                                                                        |
| Hutergasse 10 (Standort)                      | Wohnhaus                                             | Zweigeschossiger, giebelständiger und verputzter Massivbau mit Satteldach und steinernem Rundbogenportal, zweite Hälfte 18. Jahrhundert | D-3-63-000-43  | Wohnhaus |
| Judengasse 1 (Standort)                       | Eckhaus                                              | Eckhaus, im Kern 16. Jahrhundert | D-3-63-000-45  | Eckhaus |
| Judengasse 3 (Standort)                       | Ehemaliges Ackerbürgerhaus                           | Ursprünglich zweigeschossiger Traufseitbau, bezeichnet „1537“, straßenseitige Aufstockung zweite Hälfte 19. Jahrhundert; im ersten Obergeschoss Stube mit Schiffskehlen-Decke | D-3-63-000-46  | Ehemaliges Ackerbürgerhaus                                                                                     |
| Judengasse 9 (Standort)                       | Ehemaliges Ackerbürgerhaus                           | Nach 1536; Wohnhaus zweigeschossiger Traufseitbau mit spätgotischem Dachwerk; im Seitenflügel Gewölbekeller und gewölbte Stallungen | D-3-63-000-47  | Ehemaliges Ackerbürgerhaus                                                                                     |
| Kurt-Schumacher-Allee (Standort)              | Brunnen                                              | sog. Storchenbrunnen, reliefierte Säule auf Postament mit vier Brunnenbecken, reliefierter Stein, bez. 1908, bekrönende Kugel später, 1974 hierher versetzt. | D-3-63-000-249 | Brunnen |
| Obere Bachgasse 3 (Standort)                  | Wohnhaus                                             | Giebelbau mit Torbogen, bezeichnet „1781“, im Kern wohl 16. Jahrhundert | D-3-63-000-61  | Wohnhaus |
| Obere Bachgasse 6 (Standort)                  | Traufseitbau                                         | Dreigeschossig mit noch drei spätgotischen Fenstergewänden im ersten Obergeschoss und ehemaligem Frackdach; 1569/1570 (dendrochronologisch datiert); Aufstockung im 19. Jahrhundert | D-3-63-000-188 | Traufseitbau                                                                                                   |
| Obere Bachgasse 9 (Standort)                  | Wohnhaus                                             | Traufseitbau mit Torbogen, wohl 17. Jahrhundert | D-3-63-000-63  | Wohnhaus |
| Obere Bachgasse 18 (Standort)                 | Wohnhaus                                             | zweigeschossiger, verputzter Massivbau in Ecklage, mit gefaster Gebäudeecke, im Obergeschoss gotische Stube und drei gefaste Fenstergewände, nach 1536; angrenzender Schwibbogen | D-3-63-000-64  | Wohnhaus |
| Pfannenstielgasse 8 (Standort)                | Wohnhaus                                             | Freistehend mit Mauerpfeilern, 16. Jahrhundert, erneuert | D-3-63-000-74  | Wohnhaus |
| Pfannenstielgasse 15 (Standort)               | Wohnhaus                                             | zweigeschossiger, giebelständiger und verputzter Massivbau mit Satteldach, Granitgewänden und Traufseitschrot, im Kern 17. Jahrhundert; mit angrenzendem Torbogen | D-3-63-000-75  | Wohnhaus |
| Pfarrplatz (zwischen Nrn. 2 und 4) (Standort) | Lichtampel                                           | mit Granit-Laterne auf erhaltenem Teilstück der ehemaligen Kirchhofmauer, mittelalterlich. | D-3-63-000-78  | [[Vorlage:Bilderwunsch/code!/C:49.6756412,12.1615545!/D:Pfarrplatz (zwischen Nrn. 2 und 4), Lichtampel!/\|BW]] |
| Pfarrplatz 1 (Standort)                       | „Vestes Haus“ (Veste)                                | 1585–93 Residenz des Pfalzgrafen, im 19. Jahrhundert königliches Rentamt, langgestreckter, dreigeschossiger und verputzter Massivbau, zweigeteilter Baukörper, der südliche Wohnteil mit Walmdach im Kern 1493, mit vorspringendem, von Pilastern flankiertem Rundbogenportal von 1543, nördlich ehemaliger Speicherbau mit Satteldach und drei Giebeltoren; mit angrenzendem Torbogen | D-3-63-000-76  | „Vestes Haus“ (Veste)                                                                                          |
| Pfarrplatz 2 (Standort)                       | Gasthaus                                             | Klassizistischer Bau mit einbezogenem Teil des mittelalterlichen Karners und Schmerzensmann-Relief, 15. Jahrhundert Ehemalige Bruderschaftsschupfe, Speicherbau, im Kern zweite Hälfte des 16. Jahrhunderts | D-3-63-000-77  | Gasthaus |
| Pfarrplatz 3 (Standort)                       | Sogenanntes Helmeshaus, Bürgerhaus                   | Dreigeschossiger Satteldachbau, im Kern wohl 16. Jahrhundert, Umbau um 1820/1830, Aufstockung des nördlichen Teils nach 1861, des südlichen Teils 1934 | D-3-63-000-195 | BW |
| Pfarrplatz 4, Schulgasse 3 a (Standort)       | Altes Schulhaus, seit 1980 Kulturzentrum             | Bezeichnet „1566“, erneuert 1663, monumentaler mehrgeschossiger ehemaliger Speicher- und Wohnbau, acht Einzelhäuser unter einem Satteldach zusammenfassend. | D-3-63-000-79  | Altes Schulhaus, seit 1980 Kulturzentrum                                                                       |
| Pfarrplatz 6, 6 a, 8 (Standort)               | Evangelisch-lutherischer Pfarrhof                    | Pfarrhaus, wohl im Kern 18. Jahrhundert, 1930 erneuert (Nr. 6) Mesnerwohnhaus mit Betsaal, Walmdachbau, Portal bezeichnet „1753“ (Nr. 6 a) Ehemaliges Wohnhaus mit geohrtem Steinportal, bezeichnet „1753“ (Nr. 8) Rückwärtiges Nebengebäude mit Fensterrahmungen, 16./frühes 17. Jahrhundert.                                                                                         | D-3-63-000-81  | Evangelisch-lutherischer Pfarrhof                                                                              |
| Pfarrplatz 17 (Standort)                      | Wohnhaus                                             | Giebelbau, im Kern 16. Jahrhundert, geohrte Türrahmung | D-3-63-000-82  | BW |
| Schulgasse 1 (Standort)                       | Evangelisch-lutherische Stadtpfarrkirche St. Michael | Im Kern spätgotisch, im 18. Jahrhundert barockisiert, Turm 1759–1762 nach Entwurf von Georg Heinrich Dobmayer; mit Ausstattung Ölbergkapelle mit gefassten Holzfiguren, spätbarock; am Chor der Kirche | D-3-63-000-96  | weitere Bilder                                                                                                 |
| Schulgasse 5 (Standort)                       | Traufseithaus                                        | Mit Renaissanceerkern, modernisiert | D-3-63-000-97  | Traufseithaus                                                                                                  |
| Schulgasse 6 (Standort)                       | Ehemaliges Handwerkerhaus                            | Satteldachbau mit gewölbtem Keller, im Kern mittelalterlich, 1549 wiederaufgebaut, Umbau um 1700, Fassade teilweise erneuert Zugehöriges ehemaliges Stallgebäude, im Kern 18. Jahrhundert. | D-3-63-000-189 | Ehemaliges Handwerkerhaus                                                                                      |
| Schulgasse 8 (Standort)                       | Giebelhaus                                           | Im Kern 16./frühes 17. Jahrhundert | D-3-63-000-98  | Giebelhaus |
| Schulgasse 12 (Standort)                      | Ehemaliges Stadtrichterhaus                          | Walmdachbau mit rundbogigem Portal und Zwerchhaus, 16./frühes 17. Jahrhundert. | D-3-63-000-99  | BW |
| Türlgasse 2 (Standort)                        | Wohn- und Geschäftshaus                              | Eckbau, bezeichnet „1583“, übereck gestellter zweigeschossiger Erker mit Pilastergliederung, seitlicher Kastenerker am ersten Obergeschoss | D-3-63-000-105 | Wohn- und Geschäftshaus                                                                                        |
| Türlgasse 4, 6 (Standort)                     | Doppelhaus                                           | Mit gemeinsamem Giebel, im Kern 16./17. Jahrhundert | D-3-63-000-106 | BW |
| Türlgasse 7 (Standort)                        | Gasthaus                                             | Traufseitbau mit Torbogen, bezeichnet „1592“, 1906 verändert | D-3-63-000-107 | Gasthaus |
| Türlgasse 13 (Standort)                       | Wohn- und Geschäftshaus                              | Giebelbau, im Kern 16./frühes 17. Jahrhundert | D-3-63-000-108 | BW |
| Türlgasse 20 (Standort)                       | Wohnhaus                                             | Giebelbau, 16. Jahrhundert | D-3-63-000-109 | Wohnhaus |
| Türlgasse 21 (Standort)                       | Wohnhaus                                             | Giebelbau, im Kern wohl 17. Jahrhundert | D-3-63-000-110 | Wohnhaus |
| Untere Bachgasse 7 (Standort)                 | Wohnhaus                                             | Giebelbau, mit steinernem Portal, 16. Jahrhundert | D-3-63-000-112 | BW |
| Untere Bachgasse 8; Rosengäßchen (Standort)   | Wohnhaus                                             | zweigeschossiger, giebelständiger und verputzter Massivbau mit Satteldach, gefasten Fenstergewänden, Rundbogenportal und einfach gegliedertem Giebel, in spätbarocken Bauformen, im Kern 16./frühes 17. Jh.; drei angrenzende Schwibbögen | D-3-63-000-113 | BW |
| Untere Bachgasse 13 (Standort)                | Ehemaliges Ackerbürgeranwesen                        | Giebelständiges Vorderhaus, nach 1536 unter Einbeziehung älterer Teile neu erbaut, mit wohl barocker Einwölbung des Erdgeschosses und Stuckdecke (bezeichnet „1800“) im Obergeschoss Traufständiges Rückgebäude mit gewölbtem Erdgeschoss, 16.–18. Jahrhundert; | D-3-63-000-191 | BW |
| Untere Bachgasse 15 (Standort)                | Ehemaliges Ackerbürgeranwesen                        | Giebelständiges Vorderhaus nach Stadtbrand von 1536 (Bohlen-Balken-Decke im Erdgeschoss dendrochronologisch bestimmt 1537), Erdgeschosseinwölbung barock, Fachwerkausbau des Obergeschosses und Dachstuhlerneuerung 1755 (dendrochronologisch bestimmt) Erdgeschossiges Rückgebäude mit ehemaligen Stallgewölben und hohem Speichergeschoss, durch Haustafel bezeichnet „1696“         | D-3-63-000-192 | BW |

#### Schlörplatz
| Lage                       | Objekt                                                           | Beschreibung | Akten-Nr.      | Bild                                                             |
| -------------------------- | ---------------------------------------------------------------- | --- | -------------- | ---------------------------------------------------------------- |
| Schlörplatz (Standort)     | Denkmal für Gustav von Schlör                                    | 1885 von Bildhauer Theodor Haf und Architekt Carl Hocheder. | D-3-63-000-95  | Denkmal für Gustav von Schlör                                    |
| Schlörplatz 1 (Standort)   | Wohn- und Geschäftshaus                                          | Mit Halbwalmdach und Torbogen, Putzgliederung, 1803, im Kern älter | D-3-63-000-90  | Wohn- und Geschäftshaus                                          |
| Schlörplatz 1 a (Standort) | Torbierstübl                                                     | Mit vorkragendem Obergeschoss, im Kern 16. Jahrhundert, modernisiert; Pendant zu Nr. 38 | D-3-63-000-137 | Torbierstübl                                                     |
| Schlörplatz 4 (Standort)   | Ehemaliges Amtsgericht                                           | Dreigeschossiger Walmdachbau, klassizistisch, gegen 1850 | D-3-63-000-92  | weitere Bilder                                                   |
| Schlörplatz 7 (Standort)   | Ehemaliges evangelisch-lutherisches Vereinshaus, heute Finanzamt | dreigeschossiger Massivbau mit Halbwalmdach und schlichter Putzgliederung, neubarock, im Kern um 1804, 1903/04 für Wohnnutzung umgebaut, aufgestockt mit rückwärtigem Treppenanbau, Umbau zum Finanzamt 1979/81; Einfriedung | D-3-63-000-91  | Ehemaliges evangelisch-lutherisches Vereinshaus, heute Finanzamt |
| Schlörplatz 9 (Standort)   | Ehemaliger Gasthof Schwarzer Bär                                 | Hauptgebäude mit Eingangserker, Seitengebäude mit gegliedertem Giebel, 17. und 18. Jahrhundert Hoftor | D-3-63-000-93  | weitere Bilder                                                   |

#### Restliche Kernstadt
| Lage | Objekt | Beschreibung | Akten-Nr.      | Bild                                                          |
| --- | --- | --- | -------------- | ------------------------------------------------------------- |
| Almesbach 3 (Standort) | Ehemalige Viehhaltungs- und Melkerschule, später Höhere Landbauschule                                             | langgezogener, zweigeschossiger Satteldachbau über hohem Sockelgeschoss mit zweigeschossigem auskragendem Eckerker, Putz- und Rahmengliederungen, repräsentativ angelegter Treppenaufgang zum Rundbogenportal mit rustiziertem Gewände und Figurennische, südlicher Zugang mit doppelläufiger Treppe, in Formen der Konservativen Moderne, mit historisierenden Elementen, 1949/50 | D-3-63-000-310 | BW                                                            |
| Am Langen Steg () | Sogenannter Steger-Stadel                                                                                         | ehemaliges Brauereistadel, breitgelagerter zweigeschossiger Satteldachbau mit Kniestock, Ziegelmauerwerk teilweise über Granitsockel, um 1895, mit Pultdachanbau wohl später erweitert | D-3-63-000-308 |                                                               |
| Am Schwesternheim 13; Nähe Gabelsbergerstraße; Ulrich-Schönberger-Straße 15 (Standort)                                                    | Friedhof | Eingefriedete Anlage mit vereinzelten historischen Grabdenkmalen und Gruftanlagen des 19./frühen 20. Jahrhunderts Aussegnungshalle, eingeschossiger, verputzter Massivbau mit Walmdach, Kniestock und Turm mit Zeltdach, Ende 19. Jahrhundert, Erweiterung der Vorhalle 1970er-Jahre Kriegerdenkmal für die Gefallenen von 1870/71, steinerner Obelisk, 1954 hierher versetzt Kriegerdenkmal, reliefierte Steintafel mit Wappen, wohl um 1950 Friedhofskreuz, Gusseisen, um 1880 | D-3-63-000-22  | Friedhof                                                      |
| Bahnhofstraße 24 (Standort) | Ehem. Postdienstgebäude Weiden                                                                                    | Dreiflügelbau mit Walmdach und regelmäßiger Fenstergliederung, Süd- und Ostflügel dreigeschossig mit drei runden spitzhelmgedeckten Ecktürmen, Nordflügel zweigeschossig, 1926–28 und 1928–30, Entwurf Oberpostbaudirektion Nürnberg unter Oberpostbaurat Johann Kohl, Bauausführung durch Oberpostdirektion Regensburg unter den Postbauräten Franz Holzhammer und Karl Schreiber, Umbauten 1939, 1957 und 1969. | D-3-63-000-303 | Ehem. Postdienstgebäude Weiden                                |
| Bahnhofstraße 25 (Standort) | Stadtvilla | zweigeschossiger Satteldachbau mit Zwerchgiebelrisalit, spätklassizistisch, 1867, verändert 1911, mit Ausstattung | D-3-63-000-258 | Stadtvilla                                                    |
| Bismarckstraße 23 (Standort) | Ehemaliges Augustinerkloster und Studienseminar;                                                                  | Ehemalige katholische Kloster- und Seminarkirche St. Augustin, verputzter Massivbau mit gestuften Strebepfeilern, die südliche Fassade mit vorlagertem Rundturm mit Zeltdach und Laterne sowie mit Laufgang und Natursteingliederung, von Stumm, 1927–1929; mit Ausstattung Ehemaliges Klostergebäude, Vierflügelanlage, dreigeschossige, verputzte Massivbauten mit leicht zurückversetztem Dachgeschoss und Natursteinportal, wohl gleichzeitig | D-3-63-000-4   | weitere Bilder                                                |
| Bürgermeister-Prechtl-Straße 13 (Standort)                                                                                                | Katholische Pfarrkirche St. Josef                                                                                 | Basilika, Massivbau mit Satteldach, Zweiturmfassade mit Spitzhelmen, Putzgliederung, ausladendem Querhaus und Chor mit leicht eingezogener, halbkreisförmiger Apsis sowie kleinen Nebenapsiden, neuromanisch, nach Plänen von Johann Baptist Schott, 1899–1900; mit Ausstattung | D-3-63-000-5   | weitere Bilder                                                |
| Bürgermeister-Prechtl-Straße 15 (Standort)                                                                                                | Pfarramt | Dreigeschossiger Massivbau mit einseitig abgewalmtem Satteldach, Putzgliederung, Zwerchgiebel, zweieinhalbgeschossigem, turmartigem Erker mit Kegeldach und Muttergottesfigur, neuromanisch, um 1900 Mit Einfriedung | D-3-63-000-6   | Pfarramt                                                      |
| Bürgermeister-Prechtl-Straße 31 (Standort)                                                                                                | Ehemaliges Beamten-Wohnhaus                                                                                       | Von 1878–1901 Wohnhaus von Max Reger, dreigeschossiger, verputzter Massivbau mit Satteldach, um ein Halbgeschoss erhöhtem Mittelbau und klassizistischer Fassadengestaltung, 1870–1871 | D-3-63-000-8   | Ehemaliges Beamten-Wohnhaus                                   |
| Christian-Seltmann-Straße 2, 4 (Standort)                                                                                                 | Ehemaliges Wohngebäude für Eisenbahnbeamte, Wohngebäude für Beamte der Bundesbahn                                 | Zwei baugleiche, dreigeschossige Backsteinbauten, mit Werksteinteilen und Walmdächern, in klassizistischen Formen, um 1900 | D-3-63-000-10  | weitere Bilder                                                |
| Christian-Seltmann-Straße 68 (Standort)                                                                                                   | Fabrikantenvilla für Heinrich Seltmann                                                                            | Villa in eingefriedetem Park, zweigeschossig mit halbrundem Mittelrisalit im Erdgeschoss, Fassaden verputzt, Walmdach, in zurückhaltenden Formen des Expressionismus, mit wandfester Ausstattung Garten mit Wegeachse von der Straße zur Villa mit Brunnenbecken auf halber Strecke, 1927, Architekt Max Steinmüller Gartenpavillon der 1950er Jahre | D-3-63-000-201 | BW                                                            |
| Erhardstraße 20 (Standort) | Teil der ehemaligen Orangerie                                                                                     | Zweigeschossiger, verputzter Massivbau mit einseitig abgewalmtem Satteldach und Fledermausgauben, im Kern wohl 16. Jahrhundert Zugehöriges Teilstück der Gartenmauer | D-3-63-000-12  | weitere Bilder                                                |
| Frauenrichter Straße 2 (Standort) | Acht Grabplatten vom ehemals hier gelegenen Friedhof                                                              | 16.–18. Jahrhundert | D-3-63-000-2   | weitere Bilder                                                |
| Frauenrichter Straße 11 (Standort) | Katholische Stadtpfarrkirche Herz Jesu                                                                            | Staffelhalle, verputzter Massivbau mit Flachsatteldach, Zweiturmfront mit Pfeilerportikus und Rundfenster, eingezogenem, gerade geschlossenem Chor und schmalen Rundbogenfenstern, modern-romanisierend, nach Plänen von Otho Orlando Kurz, 1933/34; mit Ausstattung | D-3-63-000-21  | weitere Bilder                                                |
| Hammerweg 60 (Standort) | Katholische Kirche St. Konrad                                                                                     | Romanisierender Bau mit Glockenturm, 1936–1937 nach Plänen von Hans Wittmann | D-3-63-000-23  | weitere Bilder                                                |
| Johannisstraße 21 (Standort) | Figur des heiligen Johann Nepomuk                                                                                 | Auf hohem Postament, Stein, um 1900 | D-3-63-000-44  | Figur des heiligen Johann Nepomuk                             |
| Kasernenstraße 10 (Standort) | Baracke | eingeschossiger Holzständerbau mit flachem Satteldach und Laterne des ehem. Kriegsgefangenen-Stammlagers XIII B, 1943 (dendrochronologisch datiert). | D-3-63-000-211 | BW                                                            |
| Kettelerstraße 11 (Standort) | Mietshaus | Erker und geschweifter Giebel, bezeichnet „1904“, Fassadendekoration im Jugendstil | D-3-63-000-49  | weitere Bilder                                                |
| Kettelerstraße 21 (Standort) | Mietshaus | Werksteinfassade mit Erker in Renaissanceformen, um 1905 | D-3-63-000-50  | weitere Bilder                                                |
| Konrad-Adenauer-Anlage (Standort) | Kriegerdenkmal für die Gefallenen von 1914–1918 und 1939–1945                                                     | Figur eines sitzenden Kriegers auf hohem Sockel, nach 1945 Erster Grabstein Max Regers (1873–1916), Granit | D-3-63-000-9   | Kriegerdenkmal für die Gefallenen von 1914–1918 und 1939–1945 |
| Ledererstraße 5 (Standort) | Wohnhaus | Mansarddach mit Schopf, 1756, Gartenmauer mit Portal, bezeichnet 1716; mit Ausstattung | D-3-63-000-53  | weitere Bilder                                                |
| Leuchtenberger Straße (Standort) | Bildstock, sogenannte Weiße Marter                                                                                | Gefaster Granitpfeiler mit Laterne, um 1470, ab 1534 nachweisbar Steinkreuz, sogenanntes Pfaffenkreuz, mit Darstellung eines Kelches, Granit, ab 1588 nachweisbar | D-3-63-000-144 | weitere Bilder                                                |
| Luitpoldstraße 13 (Standort) | Mietshaus | Mit figuralen Stuckfassaden, Jugendstil, bezeichnet „1907“ | D-3-63-000-54  | Mietshaus                                                     |
| Luitpoldstraße 19 (Standort) | Eckhaus der Armen Schulschwestern                                                                                 | Mit Volutengiebel, barockisierend, um 1910 | D-3-63-000-55  | Eckhaus der Armen Schulschwestern                             |
| Luitpoldstraße 21, 23 (Standort) | Feuerhaus | Mit Ziergiebeln und Turm, 1913, von Stadtbaurat Josef Linhardt 1924 umgestaltet | D-3-63-000-52  | Feuerhaus                                                     |
| Luitpoldstraße 25 (Standort) | Sogenannter Waldsassener Kasten, ehemaliger Wirtschaftshof des Klosters Waldsassen, jetzt Keramik- und Glasmuseum | Vierseitanlage mit Portalvorbau, 1739–1742 nach Entwurf von Philipp Muttone, 1857 nach Westen geschlossen. Zum Baukomplex gehört Scheibenstraße 7 | D-3-63-000-56  | weitere Bilder                                                |
| Max-Reger-Anlage (Standort) | Brückenkapelle heiliger Johannes von Nepomuk                                                                      | Um 1900 rekonstruiert, mit plastischer Gruppe von Franz Dult, bezeichnet „1738“ | D-3-63-000-57  | Brückenkapelle heiliger Johannes von Nepomuk                  |
| Rehbühlstraße 36, 38, 40, 42, Behaimstraße 12, 14, 16, 18, Feilnerstraße 1, 3, 5, 7, Hohenstaufenstraße 13, 15, 17, 19, 21, 23 (Standort) | Wohnanlage Heimgarten-Siedlung                                                                                    | Wohnanlage Heimgarten-Siedlung; Gaststätte, zweieinhalbgeschossiger, verputzter Massivbau in Ecklage, mit Satteldach, Dachreiter sowie gestuftem und gegliedertem Vorschussgiebel; Wohnblock, mehrteilige, zweieinhalbgeschossige und verputzte Massivbauten um großen, rechteckigen Innenhof, mit Satteldächern und Sohlbankgesimsen, die Kopfbauten mit gestuften Vorschussgiebeln, Bebauung durchbrochen von zwei Durchfahrten, der südöstliche Flügel mit überkuppeltem Eckturm, Portale und einige Fensterbekrönungen in spätexpressionistischen Formen; von Stadtbaurat Josef Linhardt nach Plänen von Matthias Hirmer, 1927–30. | D-3-63-000-3   | BW                                                            |
| Rotkreuzplatz 10 (Standort) | Verwaltungsgebäude des Städtischen Schlachthofs                                                                   | Historisierender Backstein-, Putz- und Fachwerkbau, 1906 | D-3-63-000-84  | weitere Bilder                                                |
| Scheibenstraße 8 (Standort) | Kleinhaus | Erdgeschossiger Satteldachbau mit angebautem Stallstadel, 1868/1869 | D-3-63-000-185 | BW                                                            |
| Schillerstraße 7, 9 (Standort) | Sogenannter Altbau der Firma Josef Witt                                                                           | 1925–1929 von den Nürnberger Architekten Hans Lehr und Karl Leubert, Gebäudekomplex mit zwei Türmen in spätexpressionistischen Formen, figurale Bauplastik | D-3-63-000-87  | weitere Bilder                                                |
| Schillerstraße 12 (Standort) | Büro- und Fabrikgebäude Witt                                                                                      | Fünfgeschossiger Kernbau mit Turmaufsatz, 1930/1931 im Stil der Neuen Sachlichkeit von den Nürnberger Architekten Hans Lehr und Karl Leubert | D-3-63-000-88  | weitere Bilder                                                |
| Schweigerstraße 1, 3, 5, 7, 9, 11 (Standort)                                                                                              | Genossenschaftswohnanlage                                                                                         | dreigeschossige zweispännige Mietwohnhäuser mit Sattel- und Walmdach, Putzgliederung, expressionistischer Heimatstil, 1925 von Josef Linhardt; Einfriedung gleichzeitig | D-3-63-000-218 | BW                                                            |
| Sebastianstraße 16 (Standort) | Wohnhaus | Mansarddachbau mit straßenseitigen Eckerkern im Obergeschoss, Steinumrahmungen an den großen, teilweise rundbogigen Öffnungen, Bogenpforte in Gartenmauer, um 1910 von Hans Strobel | D-3-63-000-184 | weitere Bilder                                                |
| Sebastianstraße 24 (Standort) | Katholische Kirche St. Sebastian                                                                                  | Am Portal bezeichnet „1692“; mit Ausstattung Turm mit Kuppelabschluss an der Ostseite zwischen Chor und Langhaus | D-3-63-000-102 | weitere Bilder                                                |
| Sedanstraße 10 (Standort) | Mietshaus | Dreigeschossiger, verputzter Massivbau über stumpfwinkeligem Grundriss, Bauzier und Erker aus Rotsandstein, Volutengiebel, Mansarddächer, in Formen der Neurenaissance, von Gustav Hübler, 1902 | D-3-63-000-208 | Mietshaus                                                     |
| Sintzelstraße 4 (Standort) | Eckhaus mit Erker                                                                                                 | Reiche Fassadengliederung mit Barockmotiven, Jugendstiltüre, Einfahrtgitter, um 1900 | D-3-63-000-104 | weitere Bilder                                                |
| Nähe Sperlingstraße (Standort) | Jüdischer Friedhof                                                                                                | historischer Teil der Anlage mit Grabsteinen aus der ersten Hälfte des 20. Jh., von einer Backsteinmauer umfriedet, angelegt 1901 | D-3-63-000-306 | BW                                                            |
| Bei Wasserhochbehälter an der B 22 (Standort)                                                                                             | Zwei Steinkreuze                                                                                                  | Eines bezeichnet mit „1473“; beide innerhalb der Einfriedung des Wasserhochbehälters an der B 22 nicht nachqualifiziert | D-3-63-000-145 | weitere Bilder                                                |
| Zur Centralwerkstätte 11 a (Standort) | Verwaltungsgebäude des Eisenbahnausbesserungswerks                                                                | Backsteinbau mit mittlerem Walmdachtrakt und Uhrturm, 1896. Siehe auch: Denkmalschutzmedaille 2018 | D-3-63-000-59  | weitere Bilder                                                |
| Forst (Standort) | Zwei Steinkreuze                                                                                                  | Das nordöstliche mit der Darstellung eines Radkreuzes, um 1500 | D-3-63-000-146 | weitere Bilder                                                |
| In der Mooslohe () | Zwei Grenzsteine                                                                                                  | Nach 1510, mit den Wappenzeichen Weidens und Bayerns nicht nachqualifiziert, im Bayerischen Denkmal-Atlas nicht kartiert | D-3-63-000-147 |                                                               |
| Am Waldrand zwischen der Kapelle zur Heiligen Staude und Schirmitz ()                                                                     | Fünf Grenzsteine Parkstein/Leuchtenberg                                                                           | 1587 nicht nachqualifiziert, im Bayerischen Denkmal-Atlas nicht kartiert | D-3-63-000-148 |                                                               |

### Latsch
| Lage                | Objekt                | Beschreibung | Akten-Nr.      | Bild |
| ------------------- | --------------------- | --- | -------------- | ---- |
| Latsch 2 (Standort) | Ehemaliges Bauernhaus | Wohnstallbau, eingeschossiger, verputzter Massivbau mit traufseitig vorkragendem Satteldach und Rundbogenportal, an einem der Fenstergewände bezeichnet „1778“, im Inneren bezeichnet „1779“ | D-3-63-000-190 | BW   |

### Letzau
| Lage                  | Objekt      | Beschreibung                                | Akten-Nr.      | Bild |
| --------------------- | ----------- | ------------------------------------------- | -------------- | ---- |
| Höllranken (Standort) | Wappenstein | Weiden/Waldau, Granit, wohl 16. Jahrhundert | D-3-63-000-179 | BW   |

### Mallersricht
| Lage                       | Objekt                   | Beschreibung | Akten-Nr.      | Bild |
| -------------------------- | ------------------------ | --- | -------------- | ---- |
| Mallersricht 4 (Standort)  | Ehemaliger Gasthof       | Zweigeschossiger, verputzter Massivbau mit Krüppelwalmdach, Eckrustizierung und Fledermausgauben, bezeichnet „1719“, „1854“ und „1938“, innen bezeichnet „1605“ | D-3-63-000-149 | BW   |
| Mallersricht 10 (Standort) | Bauernhaus               | Wohnstallbau, eingeschossiger, verputzter Massivbau mit Satteldach und steinernen Fenstergewänden, ehemals bezeichnet „1820“                                    | D-3-63-000-151 | BW   |
| Mallersricht 25 (Standort) | Ehemaliges Taglöhnerhaus | Eingeschossiger Blockbau mit Satteldach, um gemauerte Rauchkuchl erbaut, Ende 18. Jahrhundert                                                                   | D-3-63-000-150 | BW   |

### Matzlesrieth
| Lage                                                       | Objekt      | Beschreibung | Akten-Nr.      | Bild |
| ---------------------------------------------------------- | ----------- | --- | -------------- | ---- |
| In Matzlesrieth (Standort)                                 | Dorfkapelle | Verputzter Massivbau mit Satteldach, Dreiseitschluss und Mittelrisalit mit Giebelreiter, um 1900; mit Ausstattung | D-3-63-000-152 | BW   |
| In Matzlesrieth; Matzlesrieth 1; Matzlesrieth 8 (Standort) | Dorfkreuz   | Kruzifixus, am Kreuzesfuß Maria, Holz, wohl um 1900                                                               | D-3-63-000-153 | BW   |

### Neunkirchen bei Weiden
| Lage                                                            | Objekt                                | Beschreibung | Akten-Nr.      | Bild                               |
| --------------------------------------------------------------- | ------------------------------------- | --- | -------------- | ---------------------------------- |
| Bürgermeister-Bärnklau-Straße; Mallersrichter Straße (Standort) | Wegweiser                             | Gusseisen, auf Granitsockel, um 2. Hälfte 19. Jh | D-3-63-000-256 | BW                                 |
| Bürgermeister-Bärnklau-Straße 6 (Standort)                      | Evangelisch-lutherisches Pfarrhaus    | Zweigeschossiger, verputzter Massivbau mit Walmdach und teils geschweiften Fensterrahmungen, 18. Jahrhundert, ein Fenster bezeichnet „1806“ | D-3-63-000-157 | Evangelisch-lutherisches Pfarrhaus |
| Bürgermeister-Bärnklau-Straße 6 (Standort)                      | Wagenremise                           | Eingeschossiger, verputzter Massivbau mit Satteldach über L-förmigem Grundriss, 18. Jahrhundert | D-3-63-000-157 | BW                                 |
| Bürgermeister-Bärnklau-Straße 12 (Standort)                     | Katholische Pfarrkirche St. Dionysius | Saalkirche, verputzter Massivbau mit Satteldach, Pilastergliederung, eingezogenem, außen dreiseitig geschlossenem Chor, segmentbogenförmig schließenden Querhausarmen sowie Turm mit Laternen-Zwiebelhaube, neubarock, von Johann Schott, 1910–1912; mit Ausstattung | D-3-63-000-156 | weitere Bilder                     |
| Bürgermeister-Bärnklau-Straße 12 (Standort)                     | Kirchhofmauer                         | Mit einfacher Putzgliederung, gleichzeitig | D-3-63-000-156 | Kirchhofmauer                      |
| Hofackerstraße 1a (Standort)                                    | Evangelisch-lutherische Pfarrkirche   | Chorturmkirche, verputzter Massivbau mit Satteldach und eingezogenem Chor, Langhaus im Kern romanisch, Instandsetzungen nach Brand „1721“ und „1758“ (bezeichnet), 1780 Erneuerung des dreigeschossigen Chorturms mit Spitzhelm nach Brand; mit Ausstattung          | D-3-63-000-155 | weitere Bilder                     |
| Hofackerstraße 1a (Standort)                                    | Kirchhofmauer                         | Mit Toreingängen | D-3-63-000-155 | Kirchhofmauer                      |

### Oberhöll
| Lage                  | Objekt                   | Beschreibung | Akten-Nr.      | Bild           |
| --------------------- | ------------------------ | --- | -------------- | -------------- |
| Höllranken (Standort) | Kriegergedächtniskapelle | Unverputzter Quaderbau mit Satteldach, an zwei Seiten über Arkaden geöffnet, 1921 unter Verwendung älterer Bauteile errichtet; mit Ausstattung | D-3-63-000-154 | weitere Bilder |

### Oedenthal
| Lage                                                      | Objekt                | Beschreibung                                 | Akten-Nr.      | Bild |
| --------------------------------------------------------- | --------------------- | -------------------------------------------- | -------------- | ---- |
| Außerhalb des Ortes an der Straße nach Muglhof (Standort) | Bildstock             | Bezeichnet 1902                              | D-3-63-000-162 | BW   |
| Oedenthal (Standort)                                      | Dorfkreuz             | Mit Holzfiguren, wohl spätes 19. Jahrhundert | D-3-63-000-160 | BW   |
| Oedenthal (Standort)                                      | Hölzerner Glockenturm | 19. Jahrhundert, erneuert                    | D-3-63-000-159 | BW   |

### Rothenstadt
| Lage                                                   | Objekt                                               | Beschreibung | Akten-Nr.      | Bild           |
| ------------------------------------------------------ | ---------------------------------------------------- | --- | -------------- | -------------- |
| Kirchenstraße 6 ()                                     | Bauernhof, nordwestlicher Teil eines Doppelanwesens  | Wohnhaus, eingeschossiger traufständiger Massivbau mit einseitig halb abgewalmtem Satteldach und Putzgliederung, bez. 1823, im Kern älter; im Nordosten Stall, eingeschossiger Massivbau mit einseitig halb abgewalmtem Satteldach, 1823, im Kern älter; Remise, gegen den Hof offener Satteldachbau, 1. Hälfte 19. Jh., später verändert; Stadel, Massivbau mit Satteldach, 1. Hälfte 19. Jh., später verändert | D-3-63-000-163 |                |
| Kirchenstraße 8 ()                                     | Bauernhof, südöstlicher Teil eines Doppelanwesens    | Wohnhaus, eingeschossiger traufständiger Massivbau mit Satteldach und Putzgliederung, bez. 1823, im Kern älter | D-3-63-000-164 |                |
| Kirchenstraße 13 (Standort)                            | Evangelisch-lutherische Pfarrkirche St. Bartholomäus | Chorturmkirche, am Portal bezeichnet „1737“, im Kern mittelalterlich; mit Ausstattung Friedhof, mittelalterliche Anlage | D-3-63-000-165 | weitere Bilder |
| Kirchenstraße 15 (Standort)                            | Ehemaliger Gutshof                                   | Walmdachbau, Ende 18. Jahrhundert, teilweise modernisiert Im Stall Türsturz, bezeichnet 1765 | D-3-63-000-166 | weitere Bilder |
| Kirchenstraße 27 (Standort)                            | Ehemaliges Hofmarkschloss                            | Stark gegliederter Gebäudekomplex, in der zweiten Hälfte des 19. Jahrhunderts unter Einbeziehung älterer Teile in neugotischem Stil ausgebaut; mit Ausstattung Schlosspark mit Mauer | D-3-63-000-167 | weitere Bilder |
| Kirchenstraße 36 (Standort)                            | Katholische Pfarrkirche Unsere Liebe Frau            | Gotisierender Bau, 1894; mit Ausstattung | D-3-63-000-168 | weitere Bilder |
| Nähe Pirker Straße, am Weg zur Gruftkapelle (Standort) | Granitbildstöcke                                     | In verschiedenen Formen mit Gusseisenreliefs, Ende 19. Jahrhundert | D-3-63-000-170 | weitere Bilder |
| Nähe Pirker Straße, auf dem Burgstallhügel (Standort)  | Gruftkapelle derer von Sazenhofen                    | Neugotischer Backsteinbau mit Werkstein, 1863; mit Ausstattung | D-3-63-000-169 | weitere Bilder |

### Tröglersricht
| Lage                                                                   | Objekt                               | Beschreibung | Akten-Nr.      | Bild           |
| ---------------------------------------------------------------------- | ------------------------------------ | --- | -------------- | -------------- |
| Dekan-Pfeiffer-Ruhe, Am Gries (Standort)                               | Granitsteinbänke, Steinkreuz         | Steinsockel mit Tisch, aus Steinresten der ehemaligen Stadtbachverbauung von 1536 Steinkreuz, um 1500, mit ausgehauenen Zeichen | D-3-63-000-180 | BW             |
| Tröglersricht (Standort)                                               | Dorfkapelle                          | Verputzter Massivbau mit Satteldach und Turmfassade, bezeichnet „1890“; mit Ausstattung                                         | D-3-63-000-173 | weitere Bilder |
| Tröglersricht (Standort)                                               | Wegkreuz                             | Gusseisenkruzifix auf Steinsockel, bez. 1911                                                                                    | D-3-63-000-255 | BW             |
| Buchrangen, am Weg von Zollhaus nach Oberhöll (Standort)               | Steinkreuz, sogenannter Kroatenstein | Mit Schrift, mittelalterlich | D-3-63-000-177 | BW             |
| Beim Heindlkeller (Standort)                                           | Wegkreuz „Almfrieden“                | Bezeichnet 1910 | D-3-63-000-181 | BW             |
| Zwischen Dekan-Pfeiffer-Ruhe und Zollhaus (Standort)                   | Wegkreuz                             | Bezeichnet „Joh. Lukas 1904“ | D-3-63-000-182 | BW             |
| Zwischen Heindl-Keller und Dekan-Pfeiffer-Ruhe, Im Ibelnest (Standort) | Wegkreuz                             | Bezeichnet „Joh. Miedl 1910“ | D-3-63-000-178 | Wegkreuz       |

### Ullersricht
| Lage                                                         | Objekt      | Beschreibung                                                | Akten-Nr.      | Bild |
| ------------------------------------------------------------ | ----------- | ----------------------------------------------------------- | -------------- | ---- |
| An Einmündung Neubaustraße in die Bundesstraße 15 (Standort) | Granitstein | Mit Ortstafel, wohl 19. Jahrhundert; Nicht nachqualifiziert | D-3-63-000-183 | BW   |

## Ehemalige Baudenkmäler
In diesem Abschnitt sind Objekte aufgeführt, die früher einmal in der Denkmalliste eingetragen waren, jetzt aber nicht mehr. Objekte, die in anderem Zusammenhang – also z. B. als Teil eines Baudenkmals – weiter eingetragen sind, sollen hier nicht aufgeführt werden. Aktennummern in diesem Abschnitt sind ehemalige, jetzt nicht mehr gültige Aktennummern.

| Lage                                                                    | Objekt                                   | Beschreibung                                                | Akten-Nr.      | Bild |
| ----------------------------------------------------------------------- | ---------------------------------------- | ----------------------------------------------------------- | -------------- | --- |
| Weiden Fleischgasse 8 (Standort)                                        | Torbogen                                 | 18. Jahrhundert                                             | D-3-63-000-18  | BW |
| Weiden Hutergasse 8 (Standort)                                          | Steintafeln                              | Bezeichnet mit „1521“ und „1748“                            | D-3-63-000-42  | Steintafeln |
| Weiden Obere Bachgasse 1 (Standort)                                     | Türrahmung                               | Bezeichnet „1764“                                           | D-3-63-000-60  | BW |
| Weiden Oberer Markt 22 (Standort)                                       | Hausfigur Piet                           | Spätes 18./Anfang 19. Jahrhundert                           | D-3-63-000-72  | BW |
| Weiden Pfarrplatz (zwischen Nrn. 2 und 4) (Standort)                    | Rest der mittelalterlichen Kirchhofmauer |                                                             | D-3-63-000-78  | [[Vorlage:Bilderwunsch/code!/C:49.6756412,12.1615545!/D:Pfarrplatz (zwischen Nrn. 2 und 4), Rest der mittelalterlichen Kirchhofmauer!/\|BW]] |
| Weiden Pfarrplatz 5 (Standort)                                          | Türrahmung                               | Granit, bezeichnet „1760“                                   | D-3-63-000-80  | BW |
| Weiden Schlörplatz 10 (Standort)                                        | Türeinfassung                            | Bezeichnet „1865“                                           | D-3-63-000-94  | BW |
| Weiden Sebastianstraße (Standort)                                       | Großer gemauerter Bildstock              | Ursprünglich 17. Jahrhundert oder älter, mehrfach verändert | D-3-63-000-103 | Großer gemauerter Bildstock |
| Neunkirchen bei Weiden Bürgermeister-Bärnklau-Straße (Standort)         | Wohnstallhaus                            | Satteldachbau mit Steinfensterrahmen, um 1800               | D-3-63-000-158 | BW |
| Oedenthal Am Raitenbach zwischen Oedenthal und Trauschendorf (Standort) | Steinkreuz                               | Mittelalterlich, mit eingeritzten Zeichen                   | D-3-63-000-161 | BW |
| Trauschendorf (Standort)                                                | Dorfkreuz                                | Mit Holzfiguren, nach 1900                                  | D-3-63-000-172 | BW |
| Trauschendorf Trauschendorf 9 (Standort)                                | Bauernhaus                               | Satteldachbau, Anfang 19. Jahrhundert; Toreinfahrt          | D-3-63-000-171 | BW |
| Tröglersricht Tröglersricht 5 (im Garten) (Standort)                    | Bildstock                                | 1912                                                        | D-3-63-000-174 | Bildstock |
| Tröglersricht Tröglersricht 5 a (im Garten) (Standort)                  | Grenzstein Parkstein-Leuchtenberg        | 16. Jahrhundert                                             | D-3-63-000-175 | Grenzstein Parkstein-Leuchtenberg |
| Tröglersricht Tröglersricht 7 (Standort)                                | Hausfigur heiliger Sebastian             | 19. Jahrhundert                                             | D-3-63-000-176 | BW |